# Xian de Ying
Le xian de Ying (应县 ; pinyin : Yìng Xiàn) est un district administratif de la province du Shanxi en Chine. Il est placé sous la juridiction de la ville-préfecture de Shuozhou.

## Démographie
La population du district était de 265 992 habitants en 1999.

## Édifices notables

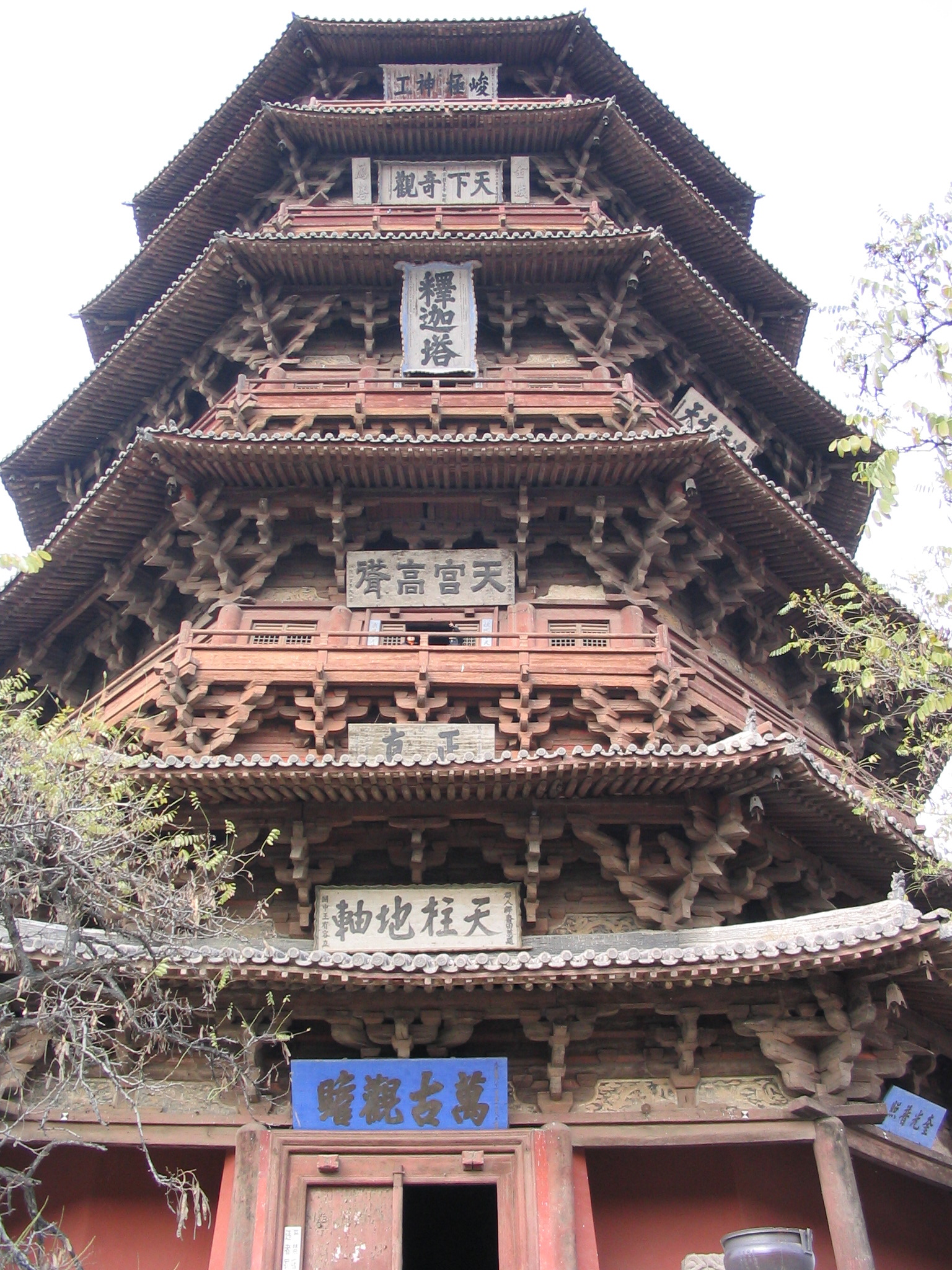
La pagode de bois de Yingxian

- Pagode Sakyamuni du temple Fogong